# 올리베르 젤레니카
올리베르 젤레니카(세르보크로아트어: Oliver Zelenika ǒliʋer zelěnika[*], 1993년 5월 14일, 자그레브 ~)는 크로아티아의 프로 축구 선수로, 현재 프르바 HNL의 바라주딘에서 골키퍼로 활약하고 있다.
젤레니카는 자그레브 출신으로, 루데슈에 1년동안 임대되어 프로 데뷔를 하기 이전에 디나모 자그레브 아카데미에 소속되어 있었다. 2013년 디나모 자그레브로 복귀 후, 젤레니카는 2014년에 로코모티바로 프르바 HNL 2013-14 시즌말까지 다시 임대되었다.
젤레니카는 41번 크로아티아 청소년 국가대표팀 일원으로 출장하였으나, 성인 국가대표팀으로 출전한 기록은 없다.

## 유년 시절
젤레니카는 1993년 5월 14일에 자그레브에서 출생하였다. 그는 소싯적 동네에서 축구를 즐겼는데, 그는 또래들 중 가장 어리다는 이유로 형들이 아웃필드 포지션만 맡게 됨에 따라 선택의 여지없이 골키퍼가 되었다. 그는 이 포지션에 결국 흥미를 느끼기 시작하였고, 슈판스코 유소년 팀에서 골키퍼 능력을 향상시키는데 몰두하였다. 13세가 되었을 때, 그는 디나모 자그레브 아카데미에 합류하였고, 젤리코 파카신 감독의 지도를 받게 되었다.

## 선수 경력

### 클럽

#### 초기 경력
젤레니카는 디나모 자그레브 소속으로 프로 무대에 드러냈다. 유소년 아카데미에서의 훈련 후, 그는 2011년에 마침내 1군으로 승격되었으나, 얼마 지나지 않아, 한 경기도 출장하지 못한 채, 2부 리그 클럽 루데슈로 1시즌간 임대되었다. 루데슈에서, 그는 클럽의 주전 골키퍼 입지를 굳혔고, 결국 총 30번의 리그 경기 중 1번의 드루가 HNL 2012-13 경기를 결장하는데 그쳤으며, 총 30골만을 허용하였다.

#### 2013–14 시즌
2012-13 시즌 후, 젤레니카는 디나모 자그레브로 복귀하여 클럽의 1군 선수단에 재합류하였다. 2013년 7월 23일, 클럽의 1군 골키퍼 파블로 밀리오레의 갑작스런 이적에 따라, 젤레니카는 크루노슬라브 유르치치 감독에 의해 폴라 에슈와의 UEFA 챔피언스리그 2013-14 예선전 홈경기에 선발로 배치되었고, 그에 따라 클럽의 첫 공식 출장을 기록하였고, 무실점으로 틀어막으며 1-0 승리에 일조하였다.
닷새 후, 그는 자신의 클럽을 소속으로 첫 프르바 HNL 경기에 출전하였고, 득점없이 비긴 리예카와의 경기에서 풀타임으로 출전해 한골도 허용하지 않았다. 처음 4경기에서 4연속 무실점을 기록한 후, 유르치치 감독은 젤레니카에 대해 "60분동안 공과 접촉하지 않으나, 상대의 명확한 기회를 충분히 빠르게 반응해 저지할 수 있는 클럽이 딱 필요로 하는 골키퍼"라고 묘사하며 칭찬을 했다. 몇주 후, 젤레니카의 선수단 내 지위가 재능 있는 리저브 골키퍼에서 1군 골키퍼로 변경되었다. 2014년 1월 24일, 로코모티바로 5개월 임대로 떠나기 전, 젤레니카는 총 23경기에 출장하였고, 17을 실점하였다. 그는 로코모티바에서도 1군 골키퍼 지위를 차지하였고, 프르바 HNL 2013-14 시즌이 종료되기 전까지 15번의 리그 경기에 더 출전하였다.

### 국가대표팀 경력
2014년 5월 28일 기준으로, 젤레니카는 크로아티아의 청소년 국가대표팀 소속으로 41경기 출장하였다. 더 나아가서, 그는 크로아티아 청소년 국가대표팀의 8개 공식 연령대에서 모두 출장 기록을 세웠으며, 그는 U-14 국가대표팀에서 U-21 국가대표팀까지의 모든 연령대를 거쳤다. 2007년 6월 5일, 그는 바이에른과의 경기에서 U-14 국가대표팀 소속으로 무실점을 기록하였다. 가장 인상적인 기록으로는, 그가 U-20 국가대표팀이 참가한 2013년 FIFA U-20 월드컵의 3경기에 모두 출전한 것이다.
2014년 5월 14일, 크로아티아 국가대표팀 감독 니코 코바치는 2014년 FIFA 월드컵에 참가할 30인의 예비 엔트리에서 젤레니카를 3번째 골키퍼로 깜짝 발탁하였다. 그의 차출은 2014년 5월 31일에 확인되었는데, 그는 개최국 브라질로 떠날 최종 23인 엔트리 명단의 한명으로 등록되었다. 하지만 본선에서는 기용되지 않았다.

## 플레이스타일
젤레니카는 1.92미터의 신장을 가지고 있으며, 주발은 왼발이다. 골키퍼 능력을 반영하여, 크루노슬라브 유르치치 감독은 젤레니카를 강력한 수비적 운영에 이상적인 선수라고 묘사하였고, 대체로 골키퍼는 후방에서 큰 활약을 하지 않게 되지만, 상대가 골을 노리기 위해 적지 않은 슈팅을 막는데 있어 이를 저지하기 위해 순간적으로 높은 집중력이 요구될 때 활약한다.

## 경력 통계
2014년 5월 16일 기준
| 클럽            | 시즌      | 리그       | 리그 | 리그 | 컵   | 컵 | 대륙 | 대륙 | 기타 | 기타 | 합계 | 합계 |
| 클럽            | 시즌      | 리그       | 출장 | 골   | 출장 | 골 | 출장 | 골   | 출장 | 골   | 출장 | 골   |
| --------------- | --------- | ---------- | ---- | ---- | ---- | -- | ---- | ---- | ---- | ---- | ---- | ---- |
| 디나모 자그레브 | 2011–12   | 프르바 HNL | 0    | 0    | 0    | 0  | 0    | 0    | 0    | 0    | 0    | 0    |
| 루데슈          | 2012–13   | 드루가 HNL | 29   | 0    | 0    | 0  | 0    | 0    | 0    | 0    | 29   | 0    |
| 디나모 자그레브 | 2013–14   | 프르바 HNL | 12   | 0    | 2    | 0  | 9    | 0    | 0    | 0    | 23   | 0    |
| 로코모티바      | 2013–14   | 프르바 HNL | 15   | 0    | 0    | 0  | 0    | 0    | 0    | 0    | 15   | 0    |
| 경력 합계       | 경력 합계 | 경력 합계  | 56   | 0    | 2    | 0  | 9    | 0    | 0    | 0    | 67   | 0    |